# Amphisbaena heathi
Espèce
Amphisbaena heathi est une espèce d'amphisbènes de la famille des Amphisbaenidae.

## Répartition
Cette espèce est endémique de l'État du Rio Grande do Norte au Brésil. 

## Étymologie
Cette espèce est nommée en l'honneur d'Harold Heath.

## Publication originale
- Schmidt, 1936 : Notes on Brazilian Amphisbaenians. Herpetologica, vol. 1, no 1, p. 28-32.